# 比利莫拉
比利莫拉（Bilimora），是印度古吉拉特邦Navsari县的一个城镇。总人口51087（2001年）。

## 人口
该地2001年总人口51087人，其中男性26153人，女性24934人；0—6岁人口4847人，其中男2626人，女2221人；识字率77.36%，其中男性为80.98%，女性为73.56%。